# Club Deportivo Eguzki

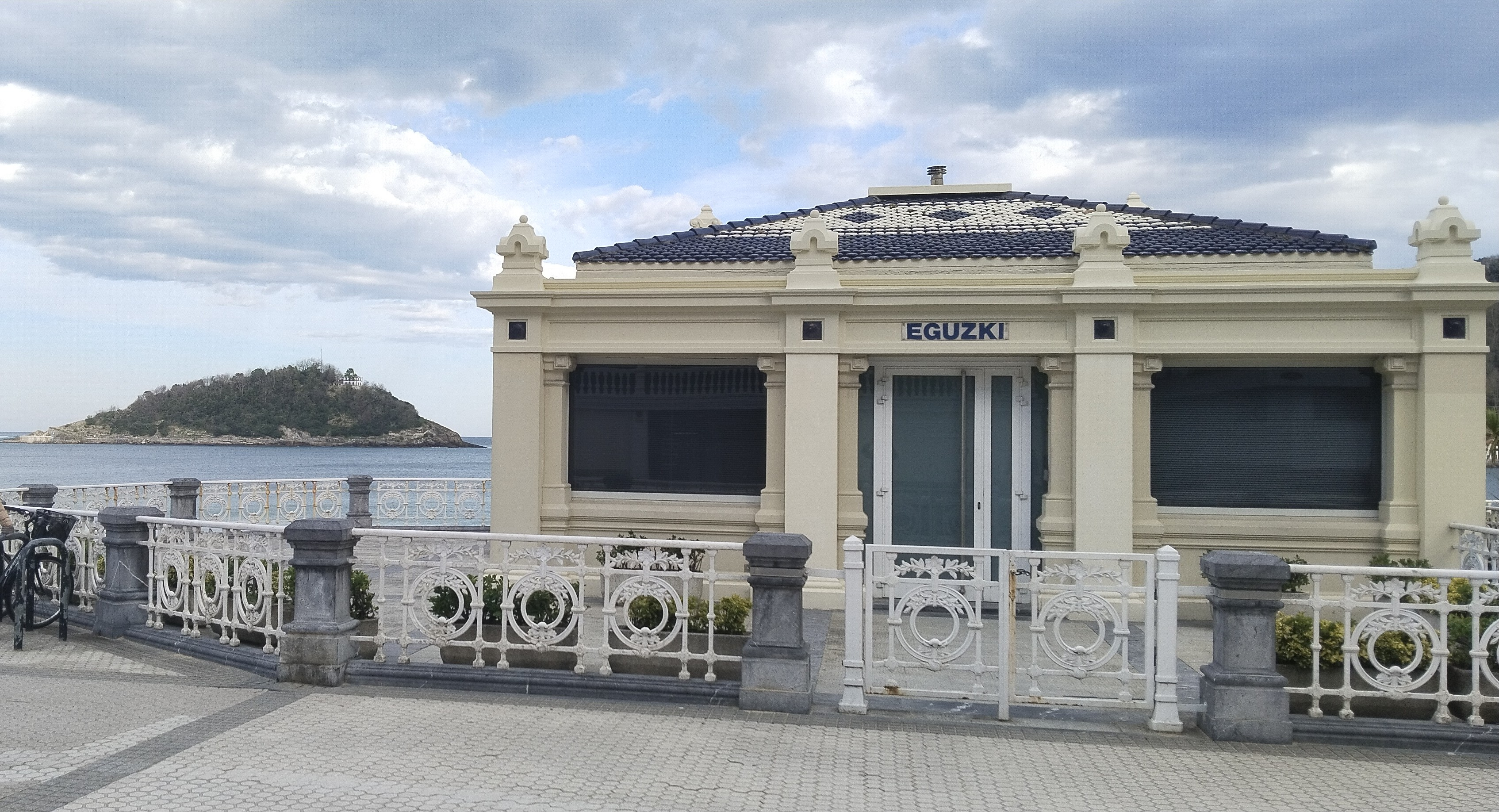
Eguzki

El Club deportivo Eguzki es una entidad deportiva ubicada en  San Sebastián (España).
Fundado en 1925, es uno de los clubes deportivos más antiguos de la ciudad. A lo largo de su historia, el club ha destacado por su compromiso con el deporte aficionado y la promoción de actividades físicas y recreativas entre la comunidad local.

## Descripción
Cuenta con  una ubicación privilegiada a orillas del mar, en  uno de los edificios municipales del balneario de La Perla en la playa de La Concha.
Entre sus secciones deportivas se incluyen la pelota vasca, el montañismo, el piragüismo  y diversas  actividades acuáticas como la natación o el surf  que practican sus más de 700 socios.
En sus inicios, Eguzki (Sol en euskera), fue fundado como una asociación deportiva exclusivamente masculina. En el año  2012 el club modificó sus estatutos para permitir la incorporación de mujeres como socias, acorde con los tiempos actuales.
Las instalaciones utilizadas por el club son propiedad de la Sociedad Balneario, dependiente del Ayuntamiento de San Sebastián, y están ubicadas en el dominio público marítimo-terrestre, bajo concesión de uso de la Dirección General de la Costa y el Mar, organismo competente en la materia hasta el año 2025 en que se traspasó la competencia al Gobierno Vasco.
Con  un siglo de historia, el Club Deportivo Eguzki cuenta con un fuerte arraigo en la ciudad y es considerado un referente del deporte de base en San Sebastián.